# Glen Nevis
Le Glen Nevis est un glen d'Écosse situé dans les monts Grampians, au pied des versants sud et ouest du Ben Nevis, en amont de Fort William dans les Highlands. Il abrite la troisième plus haute chute d'eau d'Écosse, la Steall waterfall.

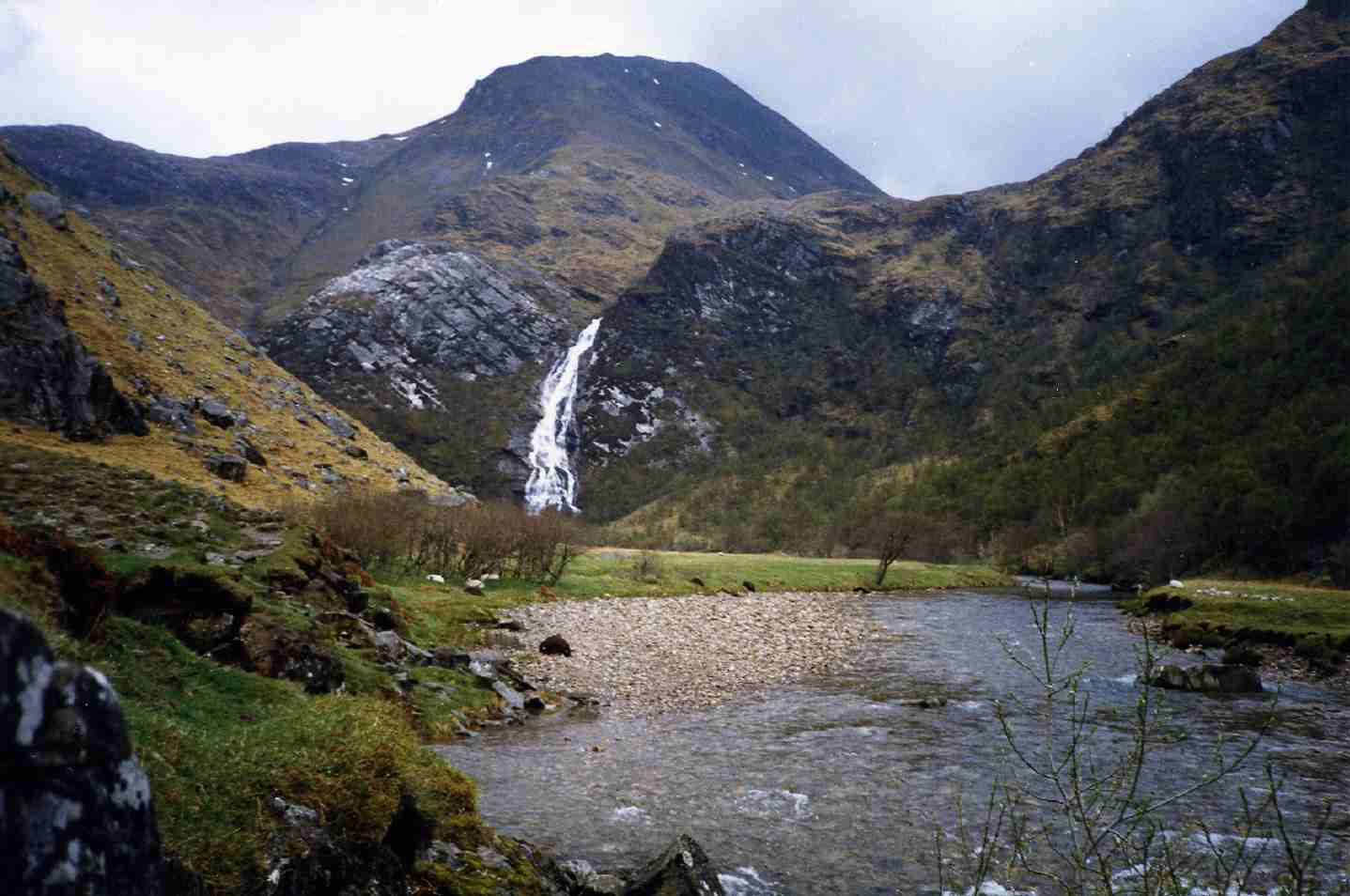
Vue de la Steall waterfall.